# 西班牙国旗
西班牙国旗（西班牙語：Bandera de España），又称为“血与金”，旗面由三个平行的长方形组成，中间的黄色，占旗面的一半，上下两边有两个面积相等的红色长方形，黄色部分偏左绘有西班牙国徽。

## 涵义
红、黄两色是西班牙的传统颜色。这两种颜色的来历有多种不同说法，其中最流行的一种传说来自鬥牛場：红色是鬥牛士的鲜血，而黄色则是鬥牛場泥土的颜色。两色分别代表组成西班牙的四个古老王国。这面旗帜的基本图案最早在1785年由西班牙國王卡洛斯三世选出作为战争中的军旗，此后就一直是国家的象征。1938年，佛朗哥上台后，西班牙国旗上放置了头带圣圈红嘴黑鹰，一般被认为指代圣胡安（圣约翰）图案历经三度修改，鹰在纹章后作为饰章的先例最早可追溯至西班牙的卡洛斯一世（查理五世）的纹章（Armas de Carlos I de España），纹章配有自西班牙哈布斯堡王朝的帝国双头鹰。而将西班牙纹章置于国旗中间一直是西班牙纹章设计的主流。后期应该是基于国家主义者的立场重新启用这一设计，但由于缺乏神圣罗马帝国的血统，故将后面的双头鹰改为西班牙的守护圣徒圣胡安。该设计一直使用至至佛朗哥死后的1981年。1981年，卡洛斯国王全面掌权后，西班牙国旗上删除了黑鹰图案，并将纹章图案簡化，将象征王权的王冠用以替换无王权象征的城市冠，在中心部分加入了象征波旁血统的纹章。

## 相关法律
- 1978年西班牙宪法[2]

| La bandera de España está formada por tres franjas horizontales, roja, amarilla y roja, siendo la amarilla de doble anchura que cada una de las rojas. Artículo 4 1 de la constitución española de 1978 |
| 翻译： 西班牙国旗由三条横条纹组成：红色、黄色和红色，其中黄色条纹的宽度是红色条纹宽度的两倍。 《1978年西班牙宪法》第4.1条                                                                               |

- 第39/1981号法律，规范国旗使用[3]
- 第441/1981号皇家法令，确立了国旗颜色详细技术规格[4]
- 第1511/1977号皇家法令，制定了关于旗帜、条幅和国徽的规定[5]

### 设计
第1511/1977号皇家法令第3条规定了国旗的规格设计；第33/1981号法律规定了西班牙国徽的官方样式；第2964/1981号皇家法令规定了国徽在国旗上的布局。
根据上述规定，西班牙国旗的特征如下：
- 国徽的高度为国旗宽度的2⁄5，并且出现在黄色条带的正反两面。
- 当国旗长宽比正常，即长为宽的3⁄2时，国徽的中轴线与最近侧边的距离是国旗宽度的1⁄2。
- 如果国旗长宽比小于正常值，或国旗为正方形时，国徽应位于国旗中心。

### 颜色
- 1931年至1939年西班牙第二共和国时期，国旗一度更改为红、黄、紫三色。

- 1981年2月27日第441/1981号皇家法令规定了国旗颜色：[4]

| 颜色 （西文名称）                  | CIELAB      | CIELAB      | CIELAB      | CIE1931（C） | CIE1931（C） | CIE1931（C） | RGB | RGB | RGB | 网页颜色 | 印刷四分色模式（CMYK） | 印刷四分色模式（CMYK） | 印刷四分色模式（CMYK） | 印刷四分色模式（CMYK） |
| 颜色 （西文名称）                  | H* （色相） | C* （色度） | L* （明度） | Y            | X            | y            | R   | G   | B   | HTML代码 | 青色                   | 洋紅色                 | 黃色                   | 黑色                   |
| ---------------------------------- | ----------- | ----------- | ----------- | ------------ | ------------ | ------------ | --- | --- | --- | -------- | ---------------------- | ---------------------- | ---------------------- | ---------------------- |
| 红旗色 （Rojo bandera）            | 35º         | 70          | 37          | 9.5          | 0.614        | 0.320        | 173 | 21  | 25  | #AD1519  | 0%                     | 88%                    | 86%                    | 32%                    |
| 黄旗色 （Amarillo gualda bandera） | 85º         | 95          | 80          | 56.7         | 0.486        | 0.469        | 250 | 189 | 0   | #FABD00  | 0%                     | 24%                    | 100%                   | 2%                     |

注：最接近的PANTONE色调为7628 C（红）和7406 C（黄）。

## 歷史旗幟

1492-1506 （哈布斯堡西班牙帝國）
1506-1701 （哈布斯堡西班牙帝國）
1701-1760 （波旁西班牙帝國）
1760-1785 （波旁西班牙帝國）
1808-1813 （拿破崙西班牙）
1785-1873 （西班牙王國，波旁王朝第一次復辟）
1873-1874 （西班牙第一共和國）
1874-1931 （西班牙王國，波旁王朝第二次復辟）
1931-1936 （西班牙第二共和国）
1936-1938 （西班牙國）
1938-1945 （西班牙國）
1945-1977 （西班牙國）
1977-1981 （西班牙王国，西班牙波旁王朝第三次復辟，即現今的西班牙）
1982至今 （西班牙王国）

## 图集

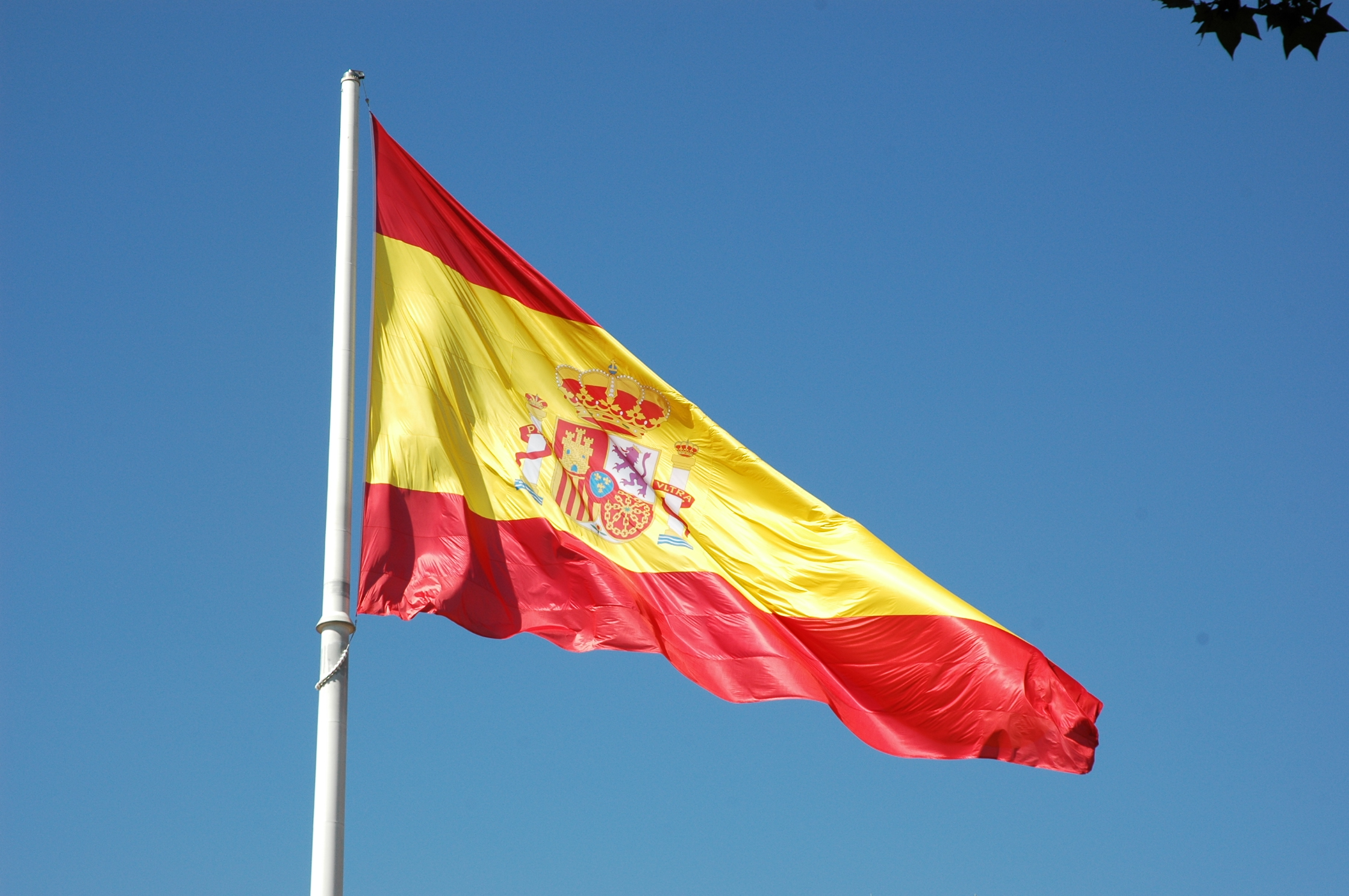
飘扬在马德里哥伦布广场的西班牙国旗
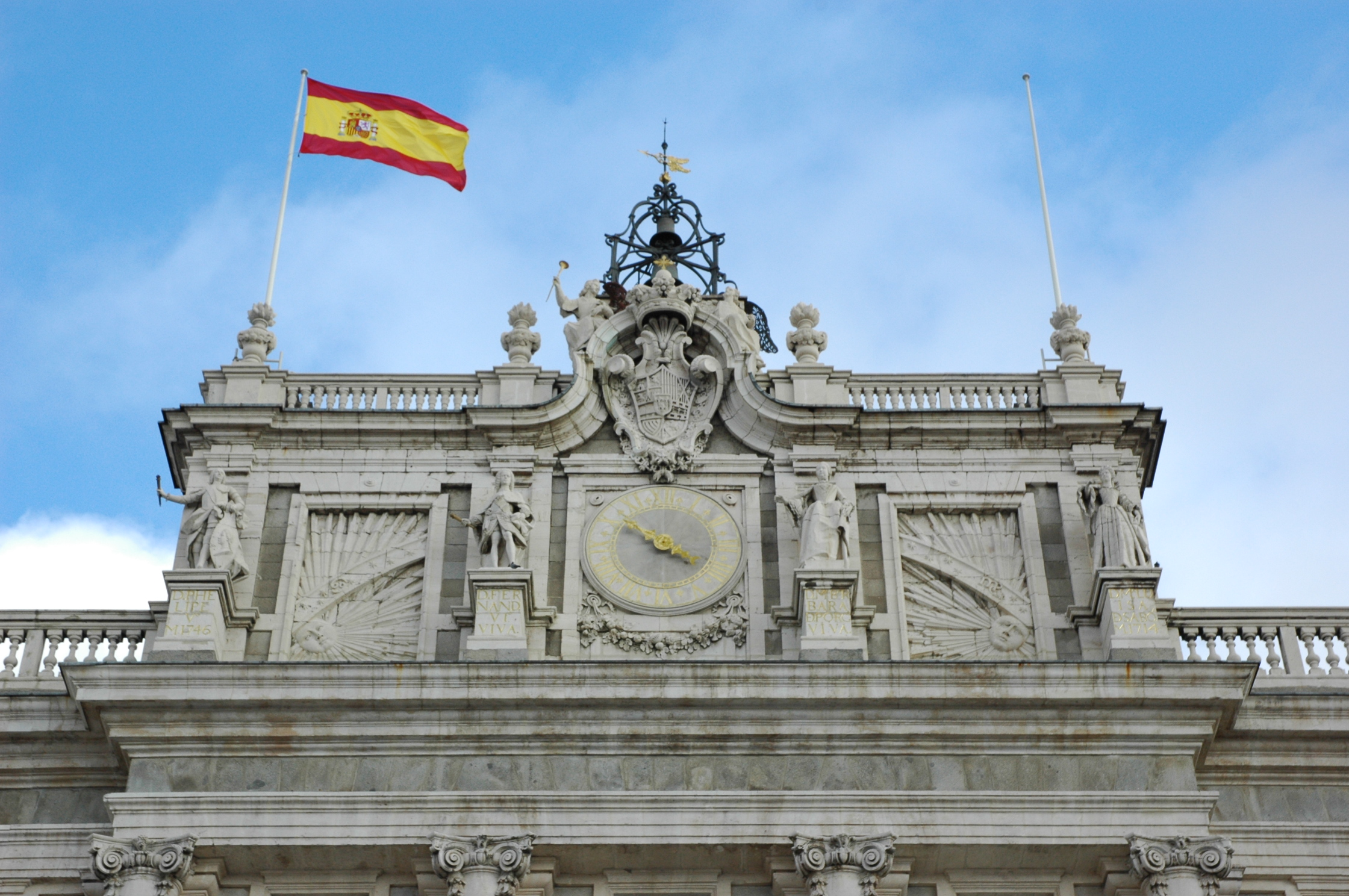
悬挂在马德里王宫屋顶的西班牙国旗
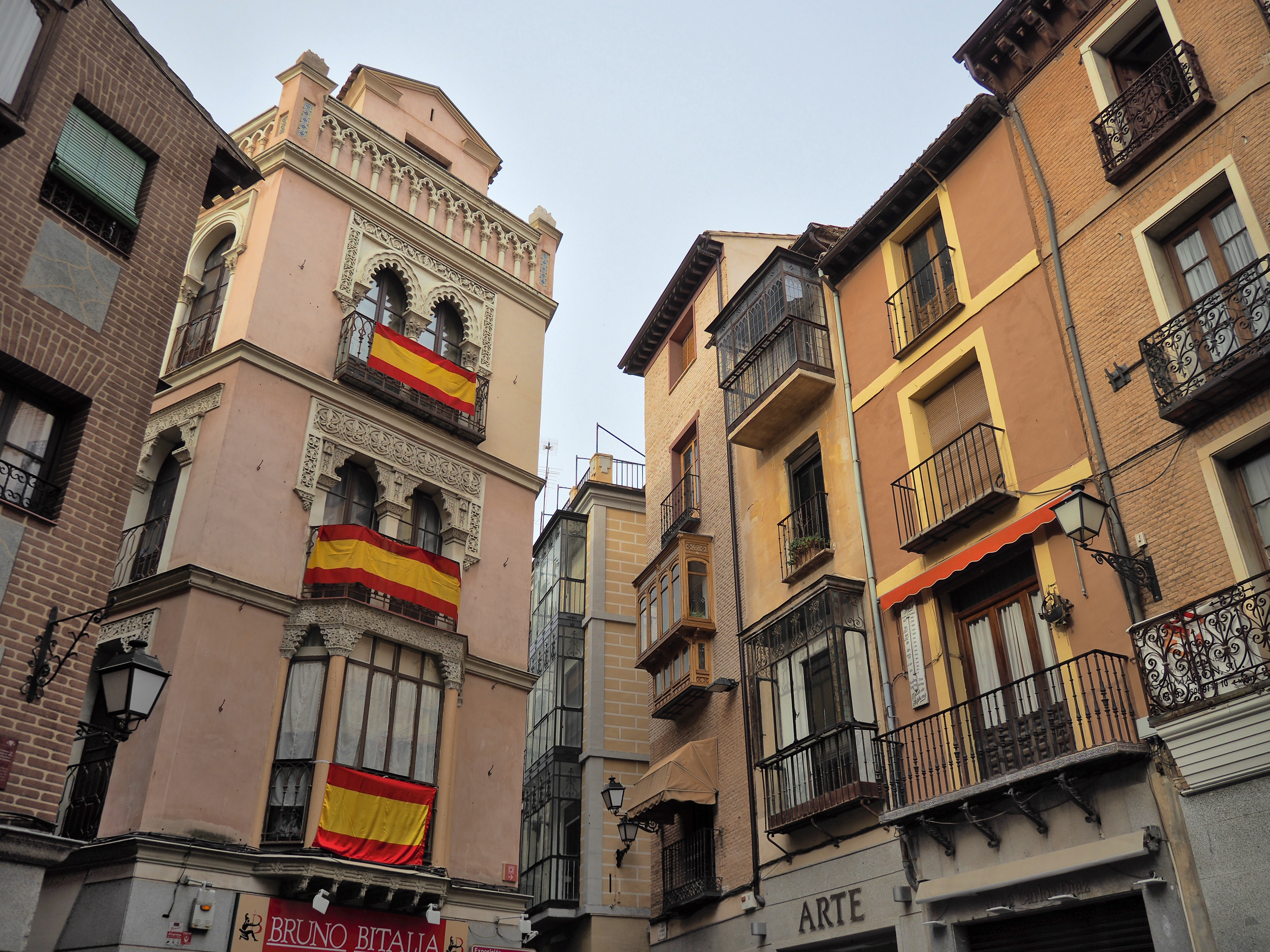
在托莱多一所住宅楼悬挂的民用旗
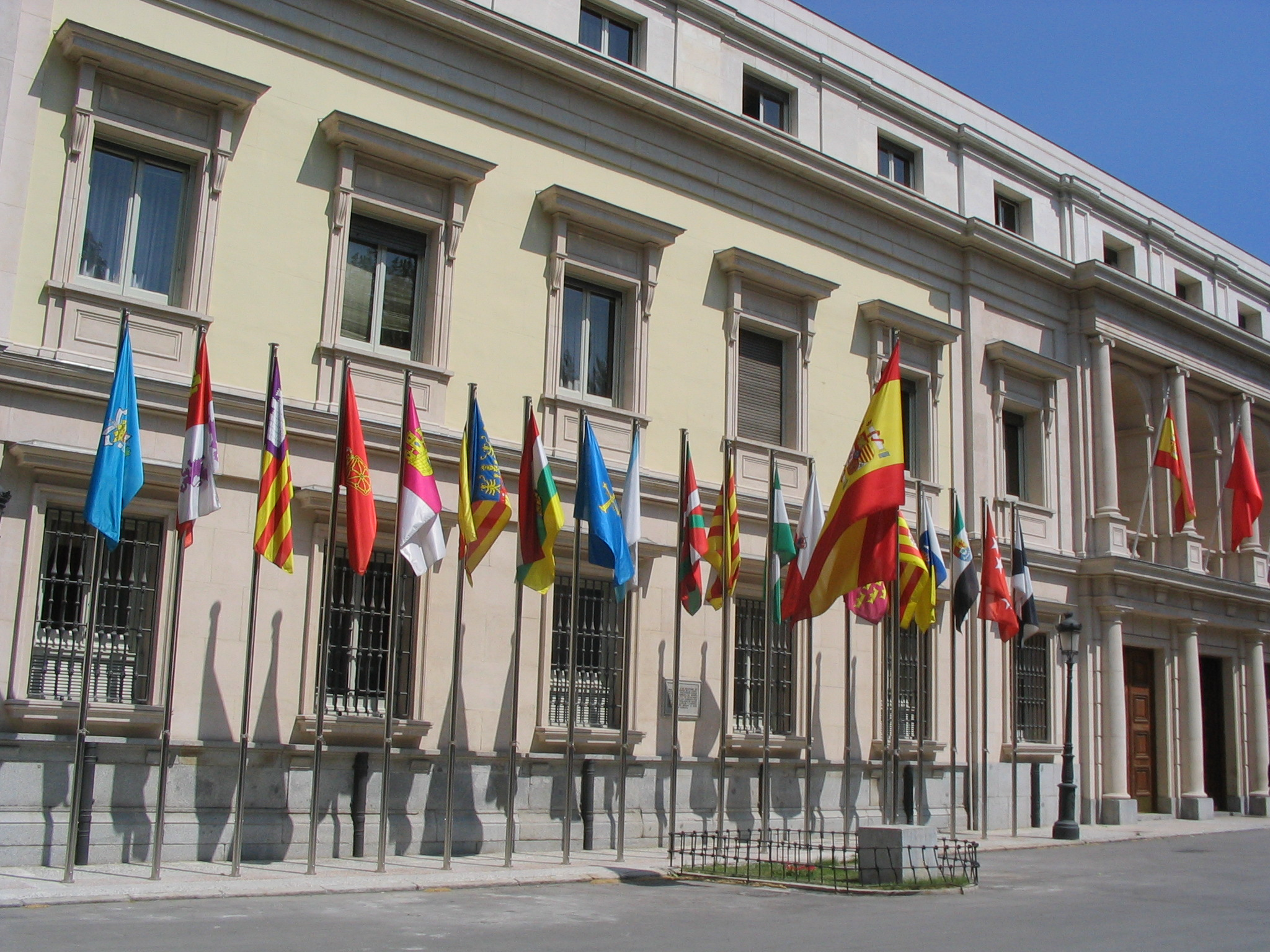
马德里參議院前的西班牙国旗与后方的各自治区、自治市旗帜
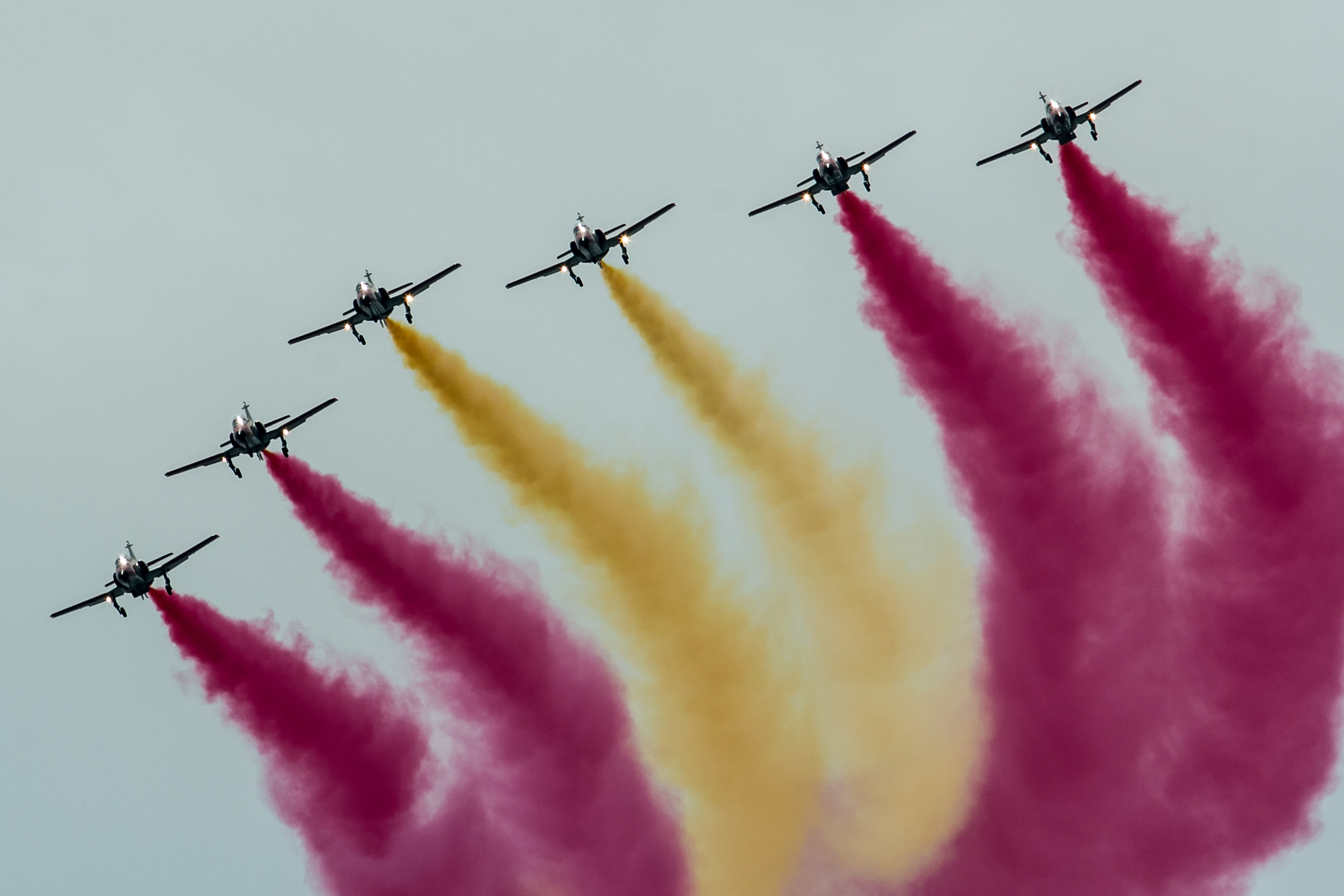
西班牙鷹巡邏飛行表演隊